# Ostoja Knyszyńska
Ostoja Knyszyńska este o arie protejată (sit de importanță comunitară — SCI) din Polonia întinsă pe o suprafață de 136.084,43 ha, integral pe uscat.

## Localizare
Centrul sitului Ostoja Knyszyńska este situat la coordonatele 53°18′35″N 23°14′18″E / 53.3098°N 23.2382°E.

## Înființare
Situl Ostoja Knyszyńska a fost declarat sit de importanță comunitară în august 2007 pentru a proteja 7 specii de plante și 20 de specii de animale.

## Biodiversitate
Situată în ecoregiunea continentală, aria protejată conține 13 habitate naturale: Cursuri de apă de la nivel de câmpie la nivel montan, cu vegetație Ranunculion fluitantis și Callitricho-Batrachion, Pajiști cu Molinia pe soluri calcaroase, turboase sau argilos-nămoloase (Molinion caeruleae), Liziere de ierburi înalte hidrofile de câmpie și de nivel montan până la alpin, Fânețe de joasă altitudine (Alopecurus pratensis, Sanguisorba officinalis), Turbării active, Mlaștini oligotrofe degradate, capabile încă de regenerare naturală, Mlaștini turboase de tranziție și turbării mișcătoare, Depresiuni pe substraturi de turbă de Rhynchosporion, Mlaștini alcaline, Păduri de stejar și carpen Galio-Carpinetum, Mlaștini împădurite, Păduri aluvionare cu Alnus glutinosa și Fraxinus excelsior (Alno-Padion, Alnion incanae, Salicion albae), Păduri mixte riverane de Quercus robur, Ulmus laevis și Ulmus minor, Fraxinus excelsior sau Fraxinus angustifolia, de-a lungul marilor râuri (Ulmenion minoris).
La baza desemnării sitului se află mai multe specii protejate:
- plante (7): clopțelul cu frunze de crin (Adenophora lilifolia), turiță (Agrimonia pilosa), papucul doamnei (Cypripedium calceolus), Hamatocaulis vernicosus, moșișoare (Liparis loeselii), dedițelul (Pulsatilla patens), Thesium ebracteatum
- amfibieni (1): buhai de baltă cu burta roșie (Bombina bombina)
- mamifere (7): liliac cârn (Barbastella barbastellus), zimbru (Bison bonasus), lupul (Canis lupus), castor (Castor fiber), vidră de râu (Lutra lutra), râs eurasiatic (Lynx lynx), liliac de iaz (Myotis dasycneme)
- nevertebrate (9): Boros schneideri, albilița portocalie (Colias myrmidone), Cucujus cinnaberinus, fluturele purpuriu (Lycaena dispar), Lycaena helle, Osmoderma eremita, Oxyporus mannerheimii, Polyommatus eroides, Vertigo angustior
- pești (3): avat (Aspius aspius), țipar (Misgurnus fossilis), boarță (Rhodeus amarus)